# The Groundhogs
The Groundhogs est un groupe de blues rock britannique, originaire d'Angleterre. Il est formé à la fin 1963, et se sépare dans les années 1970. Ils reviennent dans les années 1990 et tournent occasionnellement. Tony McPhee (guitare, chant) restera le seul membre constant du groupe.

## Biographie
Le groupe est formé en 1963 à Londres. Il tire son nom d'une chanson de John Lee Hooker, Groundhog's Blues. Il fait partie du mouvement musical appelé le British Blues. Il se compose originellement de Tony McPhee (chant, guitare), Peter Cruickshank (basse), Bob Hall (claviers), John Cruickshank (harmonica) et Dave Boorman (batterie).
Le groupe publie son premier album, Scratching the Surface en novembre 1968. Il est produit par l'A&R, à l'époque âgé de 19 ans, de Liberty Records, Mike Batt). Il fait participer McPhee au chant et à la guitare ; le bassiste Peter Cruickshank (né le 2 juillet 1945 à Calcutta), Ken Pustelnik à la batterie (né le 13 mars 1946 près de Blairgowrie, Angus, en Écosse) et Steve Rye sur harmonica (né le 8 mars 1946 à Londres – mort le 19 juillet 1992). En 1969, le single B.D.D. (Blind Deaf Dumb) atteint la première place au Liban.
En 1970, il se produit au Festival de l'île de Wight. La composition du groupe est très instable. Il obtient ses meilleures ventes avec ses albums Thank Christ for the Bomb (1970), 9e en Angleterre, et Split (1971), 5e en Angleterre. Split passe 27 semaines à l'UK Albums Chart et est certifié disque d'or, grâce au single Cherry Red, qui est jouée à l'émissionTop of the Pops sur la BBC le 27 avril 1971. Ils jouent avec The Rolling Stones pendant leur tournée en 1971 à la demande de Mick Jagger et publient un album de leur performance avec les Stones, enregistrée à l'Université de Leeds sous le titre de Live at Leeds. L'album Solid devient leur dernier à atteindre les charts.
The Groundhogs se séparent en 1974, mais reviennent en 1975 avec une différente formation. Deux albums, Crosscut Saw et Black Diamond, sont publiés en 1976. Pendant les années 1990, McPhee alterne entre deux formations. Après des années d'enregistrements et de fidélité, leur agent artistique Roy Fisher réussit à réunir la formation originale à court terme pour un concert. McPhee quitte le groupe pour se consacrer à une carrière acoustique, laissant Cruickshank et Pustelnik continuer seuls formant la « Groundhogs Rhythm Section » avec invited frontmen, puis avec Eddie Martin, tandis que McPhee embarque dans une tournée solo en 2004 avec Edgar Winter et Alvin Lee, et publie un album acoustique, intitulé Blues at Ten.
Le groupe se reforme en 2007 autour de Tony McPhee, avec de nouveaux membres ; Dave Anderson (ex-Hawkwind) et Marco Anderson à la batterie. Ce trio tourne en Angleterre en 2008 avec Focus et Martin Turner's Wishbone Ash. The Groundhogs Rhythm Section recrutent ensuite Bob Bowles (guitare, chant) et Jon Buckett (guitare, claviers, chant), se joint à Ken Pustelnik et Pete Cruickshank en février 2011. En 2011, le groupe comprend McPhee, Anderson, Joanna Deacon (chant), et Carl Stokes (batteur) du groupe de death rock Cancer. À cause de problèmes de santé de McPhee, liés à un AVC en 2009, Tony McPhee et les Groundhogs se retirent en janvier 2014.

## Discographie

### Albums studio
- 1965 : Hooker and the Hogs (Verve Folkways)
- 1968 : Scratching the Surface (Liberty)
- 1969 : Blues Obituary (Liberty)
- 1970 : Thank Christ for the Bomb (Liberty)
- 1970 : Split (Liberty)
- 1971 : Who Will Save the World ? (United Artists)
- 1972 : Hogwash (United Artists)
- 1974 : Solid (Vertigo)
- 1976 : Crosscut Saw (United Artists)
- 1976 : Black Diamond (United Artists)
- 1985 : Razor's Edge
- 1987 : Back Against the Wall
- 1998 : Hogs in Wolf's Clothing
- 1999 : The Muddy Waters Song Book

### Autres
- 1968 : The Groundhogs with John Lee Hooker and John Mayall
- 1984 : Hoggin' the Stage (album live)
- 1986 : Moving Fast, Standing Still (compilation)
- 1988 : Extremely Live (album live)
- 1988 : Hogs on the Road (album live)
- 1993 : Groundhog Night... Groundhog Live
- 1996 : Who Said Cherry Red
- 1997 : The Best of
- 1998 : Live at Leeds 71 (live)
- 1998 : No Surrender - Razors Edge Tour 1985 (live)
- 1999 : UK Tour '76
- 2001 : Live at the Astoria